# Eishockey-Bundesliga 1969/70
Die Saison 1969/70 der Eishockey-Bundesliga war die zwölfte Spielzeit der Bundesliga, der höchsten deutschen Eishockeyliga. Deutscher Meister wurde der EV Landshut, der sowohl die Vor- als auch die Meisterrunde auf dem ersten Platz beenden konnte. In der Relegation konnten der Mannheimer ERC und der ESV Kaufbeuren die Klasse halten, während die Eishockeymannschaften von Eintracht Frankfurt und des Kölner EK in die Oberliga absteigen mussten. Aufsteiger gab es in dieser Saison keine, da die Liga von zwölf auf zehn Mannschaften abgestockt wurde.

## Voraussetzungen

### Teilnehmer
- Augsburger EV
- VfL Bad Nauheim
- EC Bad Tölz
- Düsseldorfer EG
- Eintracht Frankfurt
- EV Füssen (Titelverteidiger)
- ESV Kaufbeuren (Aufsteiger)
- Kölner EK (Aufsteiger)
- Krefelder EV
- EV Landshut
- Mannheimer ERC
- SC Riessersee

### Modus
Nach drei Jahren wurde die eingleisige Bundesliga wieder eingeführt. Die zwölf Bundesligamannschaften trafen dabei zunächst in einer Einfachrunde aufeinander, für die im Sommer aufgelöste Mannschaft des FC Bayern München rückte der ESV Kaufbeuren als Vierter der Qualifikationsrunde Süd der Vorsaison nach. Die besten acht Mannschaften spielten anschließend ohne Mitnahme ihrer Punkte in einer weiteren Einfachrunde um den Meistertitel. Die Mannschaften auf den Plätzen 9 bis 12 mussten dagegen mit den besten sechs Teams aus der Oberliga, je drei aus dem Süden und dem Norden, in einer Relegationsrunde um zwei freie Bundesligaplätze kämpfen, da die Liga auf zehn Mannschaften reduziert werden sollte. Da Preussen Krefeld als Dritter der Oberliga Nord auf eine Teilnahme verzichtete, nahmen jedoch lediglich neun Teams an der Relegation teil.

## Vorrunde
|     |                     | Sp | S  | U | N  | Tore    | Punkte |
| --- | ------------------- | -- | -- | - | -- | ------- | ------ |
| 1.  | EV Landshut         | 22 | 18 | 2 | 02 | 120:044 | 38:06  |
| 2.  | EV Füssen           | 22 | 16 | 2 | 04 | 117:059 | 34:10  |
| 3.  | EC Bad Tölz         | 22 | 15 | 2 | 05 | 110:066 | 32:12  |
| 4.  | SC Riessersee       | 22 | 14 | 0 | 08 | 094:062 | 28:16  |
| 5.  | Augsburger EV       | 22 | 12 | 2 | 08 | 096:070 | 26:18  |
| 6.  | Krefelder EV        | 22 | 10 | 2 | 10 | 082:093 | 22:22  |
| 7.  | Düsseldorfer EG     | 22 | 09 | 3 | 10 | 054:060 | 21:23  |
| 8.  | VfL Bad Nauheim     | 22 | 08 | 3 | 11 | 077:086 | 19:25  |
| 9.  | Mannheimer ERC      | 22 | 08 | 2 | 12 | 081:097 | 18:26  |
| 10. | ESV Kaufbeuren      | 22 | 06 | 3 | 13 | 070:097 | 15:29  |
| 11. | Kölner EK           | 22 | 03 | 2 | 17 | 064:130 | 08:36  |
| 12. | Eintracht Frankfurt | 22 | 01 | 1 | 20 | 068:169 | 03:41  |

Abkürzungen: Sp = Spiele, S = Siege, U = Unentschieden, N = Niederlagen; Erläuterungen: Meisterrunde, Relegationsrunde

## Meisterrunde
|    |                 | Sp | S  | U | N  | Tore  | Punkte |
| -- | --------------- | -- | -- | - | -- | ----- | ------ |
| 1. | EV Landshut     | 14 | 10 | 2 | 02 | 64:36 | 22:06  |
| 2. | EC Bad Tölz     | 14 | 08 | 3 | 03 | 67:40 | 19:09  |
| 3. | SC Riessersee   | 14 | 08 | 1 | 05 | 59:44 | 17:11  |
| 4. | EV Füssen       | 14 | 08 | 0 | 06 | 63:54 | 16:12  |
| 5. | Augsburger EV   | 14 | 07 | 1 | 06 | 70:61 | 15:13  |
| 6. | VfL Bad Nauheim | 14 | 04 | 1 | 09 | 44:68 | 09:19  |
| 7. | Krefelder EV    | 14 | 04 | 0 | 10 | 43:85 | 08:20  |
| 8. | Düsseldorfer EG | 14 | 02 | 2 | 10 | 37:59 | 06:22  |

Abkürzungen: Sp = Spiele, S = Siege, U = Unentschieden, N = Niederlagen; Erläuterungen: Meister

## Relegationsrunde
Aus den Oberligen qualifizierten sich:
| Nord 1. EC Deilinghofen 2. BFC Preussen | Süd 1. EV Rosenheim 2. SG Nürnberg 3. SG Oberstdorf/Sonthofen |

Der ebenfalls qualifizierte Dritte der Gruppe Nord, Vorjahresabsteiger Preussen Krefeld verzichtete auf die Teilnahme an der Relegationsrunde.
|    |                         | Sp | S  | U | N  | Tore    | Punkte |
| -- | ----------------------- | -- | -- | - | -- | ------- | ------ |
| 1. | ESV Kaufbeuren          | 16 | 13 | 1 | 02 | 106:042 | 27:05  |
| 2. | Mannheimer ERC          | 16 | 13 | 1 | 02 | 086:032 | 27:05  |
| 3. | Eintracht Frankfurt     | 16 | 10 | 2 | 04 | 088:074 | 22:10  |
| 4. | EV Rosenheim            | 16 | 09 | 2 | 05 | 071:054 | 20:12  |
| 5. | Kölner EK               | 16 | 05 | 3 | 08 | 065:081 | 13:19  |
| 6. | EC Deilinghofen         | 16 | 06 | 0 | 10 | 062:073 | 12:20  |
| 7. | SG Nürnberg             | 16 | 06 | 0 | 10 | 068:082 | 12:20  |
| 8. | SG Oberstdorf/Sonthofen | 16 | 04 | 0 | 12 | 062:095 | 08:24  |
| 9. | BFC Preussen            | 16 | 01 | 1 | 14 | 036:111 | 03:29  |

Abkürzungen: Sp = Spiele, S = Siege, U = Unentschieden, N = Niederlagen

Erläuterungen: qualifiziert für Bundesliga 1970/71, qualifiziert für Oberliga 1970/71

## Ranglisten

### Beste Scorer
| Spieler    | Team      | Spiele | Tore | Assists | Punkte |
| ---------- | --------- | ------ | ---- | ------- | ------ |
| Bernd Kuhn | EV Füssen | 34     | 43   | 19      | 62     |

### Beste Scorer der Endrunde
| Spieler        | Team          | Tore | Assists | Punkte |
| -------------- | ------------- | ---- | ------- | ------ |
| Alois Schloder | EV Landshut   | 15   | 7       | 22     |
| Ernst Köpf     | Augsburger EV | 15   | 6       | 21     |
| Michael Maurer | Augsburger EV | 13   | 5       | 18     |

### Beste Verteidiger
| Spieler        | Team          | Tore | Assists | Punkte |
| -------------- | ------------- | ---- | ------- | ------ |
| Josef Golonka  | SC Riessersee | 10   | 7       | 17     |
| Jozef Čapla    | Augsburger EV | 9    | 6       | 15     |
| Leonhard Waitl | Augsburger EV | 8    | 6       | 14     |

## Kader des Deutschen Meisters
| Deutscher Meister EV Landshut | Torhüter: Sepp Schramm, Johann Schneidermeier Verteidiger: Michael Eibl, Heinz Bickleder, Günter Magura, Max Pfaller Angreifer: Alois Schloder, Kurt Schloder, Toni Steiger, Rudolf Hejtmanek, Erich Kühnhackl, Wolfgang Dylla, Peter Krebs, Harald Siegmund, Rupert Kreitmeier, Walter Glaser, Gerd Banholzer Cheftrainer: Karel Gut |